# Leybourne Islands
Leybourne Islands är öar i Kanada.   De ligger i territoriet Nunavut, i den östra delen av landet, 2 200 km norr om huvudstaden Ottawa. Leybourne Islands är en del av arkipelagen Lemieux Islands.